# ホス・ウルティア
ホス・ウルティア（スペイン語: Josu Urrutia、1968年4月10日 - ）は、スペイン・レケイティオ出身の元サッカー選手。ポジションは守備的ミッドフィールダー。
選手としてはアスレティック・ビルバオ一筋であり、プリメーラ・ディビシオン通算348試合、公式戦通算400試合に出場した。2011年から2018年までアスレティック・ビルバオの会長を務めていた。

## 経歴

### 選手時代
ビスカヤ県・ビルバオに生まれ、アスレティック・ビルバオの下部組織（レサマ）で育った。16歳だった1984年9月9日、UDサラマンカ戦でセグンダ・ディビシオン（2部）のビルバオ・アスレティック（Bチーム）からデビューしたが、プロ契約選手がストライキを行なっていて不在だったことによる。1987-88シーズンにはビルバオ・アスレティックで36試合に出場して4得点したが、チームはセグンダ・ディビシオンB（3部）降格となった。同シーズンにはトップチームデビューを果たし、1988-89シーズンには5試合出場、1989-90シーズンには13試合出場、1990-91シーズンには21試合出場と徐々に出場試合数を増やすと、同シーズンにはトップチームに不可欠な選手となった。タックルと運動量を持ち味とするミッドフィールダーであり、より攻撃的なフレン・ゲレーロを完璧に補完した。
1997-98シーズンには30試合に出場し、2位でUEFAチャンピオンズリーグ出場権を獲得した。2000-01シーズンは21試合出場、2001-02シーズンは19試合出場と、30代になると出場試合数が減少した。34歳となった2002-03シーズンには右膝を繰り返し負傷し、リーグ戦出場なし（公式戦出場はコパ・デル・レイの1試合のみ）に終わった。プリメーラ・ディビシオンでは348試合、公式戦ではちょうど400試合に出場し、2002-03シーズン終了後に現役引退した。現役期間中にはクラブ記録となる9回の退場処分を受けたが、この記録は2011年にフェルナンド・アモレビエタによって更新された。

### アスレティック・ビルバオ会長
2011年にはアスレティック・ビルバオの会長選挙に出馬し、現職のフェルナンド・ガルシア・マクア（弁護士）との一騎討ちとなった。ウルティアは「マルセロ・ビエルサの監督招聘」を公約に掲げ、54.36%の得票を得て会長に選出された。アスレティックの元選手としては4人目の会長となった。